# 比利·奧古斯特
比利·奧古斯特（丹麥語：Bille August；1948年11月9日—）是丹麥電影導演，他曾獲得兩屆法國坎城影展金棕櫚獎（《比利小英雄》與《善意的背叛》）、一屆奧斯卡最佳外語片獎（《比利小英雄》）、一屆金球獎最佳外語片（《比利小英雄》）。

## 電影作品
- 1987年:《比利小英雄》(Pelle Erobreren)
- 1992年:《善意的背叛》(Den goda viljan)
- 1993年:《金色豪門》(The House of the Spirits)
- 1996年:《耶路撒冷（瑞典语：Jerusalem (film)）》(Jerusalem)
- 1997年:《雪地迷蹤（瑞典语：Smilla's Sense of Snow (film)）》(Smilla's Sense of Snow)
- 1998年:《悲慘世界（英语：Les Misérables (1998 film)）》(Les Misérables)
- 2001年:《馬丁之歌》(En sång för Martin)
- 2004年:《無人查收（英语：Return to Sender (2004 film)）》(Return to Sender)
- 2007年:《再見曼德拉》(Goodbye Bafana)
- 2012年:《柯羅耶夫人的情人》(Marie Krøyer)
- 2013年:《里斯本夜車（英语：Night Train to Lisbon (film)）》(Night Train to Lisbon)
- 2014年:《沉默之心》(Stille hjerte)
- 2017年:《烽火芳菲》(The Chinese Widow)

## 外部連結
- 比利·奧古斯特在互联网电影资料库（IMDb）上的資料（英文）
- 比利·奧古斯特在豆瓣上的资料（简体中文）